# Novecentismo

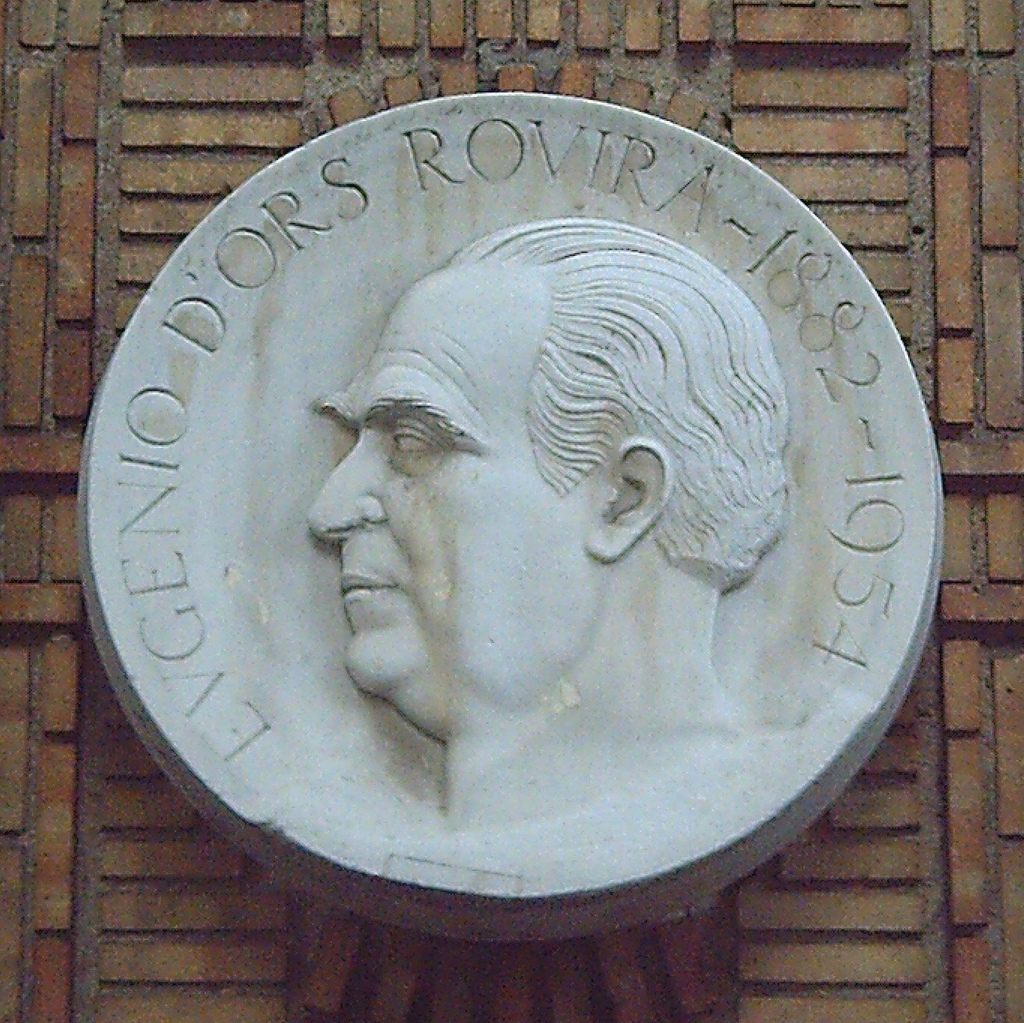
Medallón con la efigie de D'Ors, por Frederic Marès. Detalle del monumento al escritor en el Paseo del Prado de Madrid (1963).

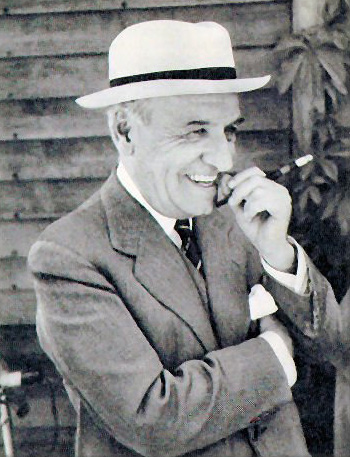
José Ortega y Gasset, principal figura del Novecentismo, en los años 20

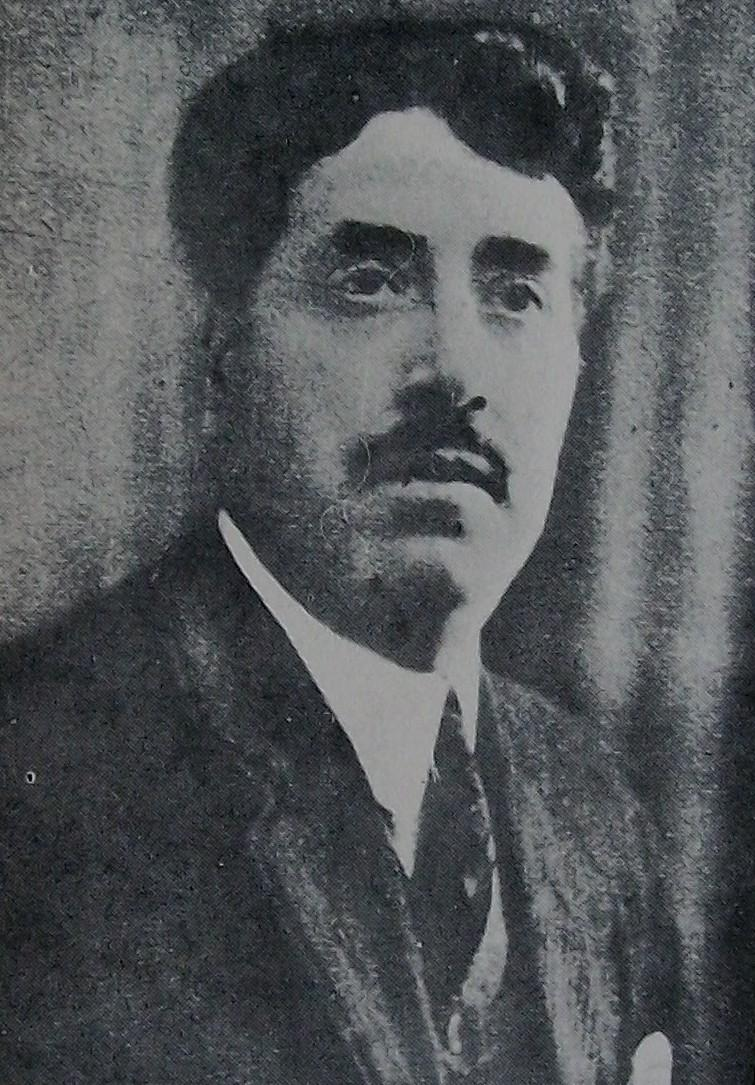
Rafael Cansinos Assens

Novecentismo es la denominación de un movimiento estético español, inicialmente artístico y literario, pero extendido a otros ámbitos de la cultura, que se asocia genéricamente a las vanguardias artísticas y literarias de comienzos del siglo XX. Agrupa a un conjunto de autores, principalmente ensayistas, situados entre la generación del 98 y la generación del 27 y nacidos en torno a 1880, por lo que también se identifica con la denominada generación del 14. Entre sus miembros principales figuran Juan Zaragüeta Bengoechea, José Ortega y Gasset, Josep Aragay, Manuel Azaña, Rafael Cansinos Assens, Eugenio d'Ors, José Bergamín, Ramón Gómez de la Serna, Juan Ramón Jiménez, Ramón Pérez de Ayala y Gabriel Miró.

## El novecentismo español (Generación del 14)

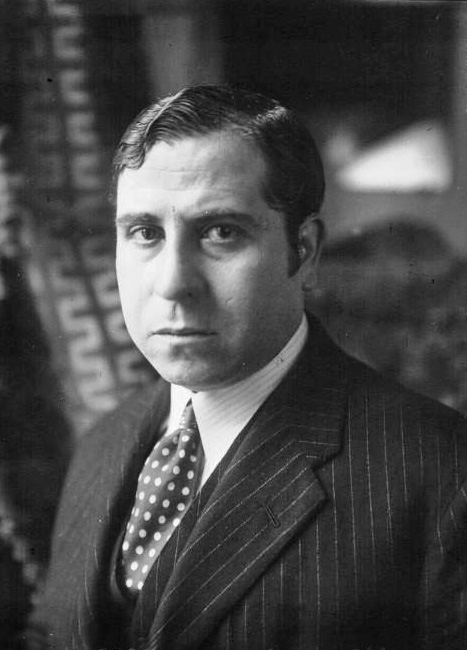
Ramón Gómez de la Serna

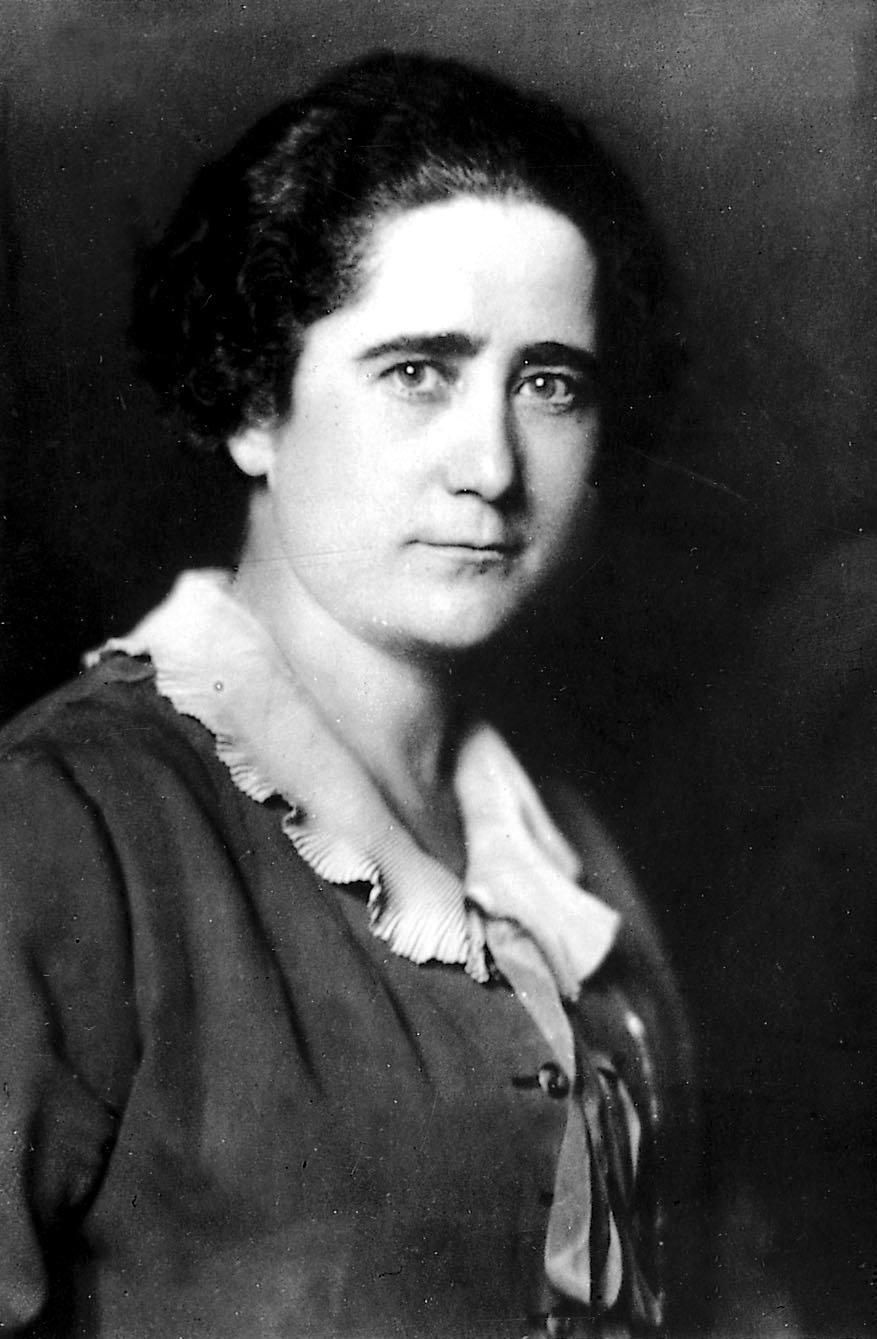
Clara Campoamor

En 1914 escribió Azorín: "Otra generación ha llegado. Hay en estos jóvenes más método, más sistema, una mayor preocupación científica. Son los que este núcleo forman críticos, historiadores, filólogos, eruditos, profesores. Saben más que nosotros. ¿Tienen nuestra espontaneidad? Dejémosles paso".
En efecto, una serie de efemérides significativas confirma la consolidación de esos nuevos aires intelectuales que Azorín señalaba: 
- En 1914 José Ortega y Gasset pronuncia un discurso Sobre vieja y nueva política, primera manifestación pública de la recién fundada Liga de educación política española, a la que pertenecían además Manuel Azaña, Américo Castro, Manuel García Morente...
- Ejercen una labor decisiva de renovación intelectual una serie de fundaciones derivadas de la Institución Libre de Enseñanza: la Residencia de Estudiantes (1911) y el Instituto Escuela (1912)
- En 1915 Ortega funda la revista España, órgano de los intelectuales reformistas, como lo será dos años después el diario El Sol, también fundado por él. Y en ese mismo año se funda la tertulia del Café Pombo, a la que acuden los nuevos intelectuales, escritores y artistas, presididos por Ramón Gómez de la Serna.
- En 1916 el crítico Rafael Cansinos-Asséns publica su libro La nueva literatura, primer reconocimiento explícito de las últimas tendencias.[1]

La palabra Novecentismo fue usada por primera vez por Eugenio D'Ors en 1906 para designar aquellas tendencias que se despegaban rotundamente de las formas literarias o artísticas heredadas del siglo XIX. Guillermo Díaz Plaja define el Novecentismo como lo que ya no es ni modernismo ni noventayochismo y como lo que no es todavía vanguardias (de difícil delimitación) y confluirá en la Generación del 27. Visto así, el Novecentismo se gestaría en la primera década del siglo (obras iniciales de Miró y Pérez de Ayala y acceso de Ortega a la cátedra), alcanzó su máxima afirmación en la vida cultural hacia 1914 y conviviría con las literaturas de vanguardia en los años 20; su ocaso ideológico y estético llegaría con la politización de la literatura y de las artes a partir de 1930.
Salvo algún caso individual, las ideas novecentistas tienen sus raíces en el reformismo burgués, cuyo espectro ideológico abarca desde un liberalismo puro a posiciones socialdemócratas. En todo caso, sus figuras más relevantes se mostraron defensoras de los ideales republicanos.
En lo cultural, el Novecentismo supone la aparición de un nuevo tipo de intelectual: frente a la bohemia modernista, se hará gala de "pulcritud", palabra clave del momento, y al autodidactismo de los noventayochistas se opone ahora una sólida preparación universitaria fuertemente ampliada en el extranjero. El análisis de los problemas se imbuye de objetividad frente al pathos angustiado, el subjetivismo y el irracionalismo de la generación del noventa y ocho: existe una voluntad de claridad racionalista. Y a ello añaden una vocación didáctica esencial orientada sobre todo a la formación de "minorías" selectas a través de la cátedra, la prensa y la tribuna pública o parlamentaria: se proponen una reforma de arriba abajo y educar la sensibilidad del pueblo.
En cuanto a su ideología, tres son sus principios esenciales:
- La reacción contra las actitudes decimonónicas, implícita en la misma palabra novecentismo: Ortega, en 1916, se proclamaba nada "moderno" y muy siglo XX. Hasta el Modernismo y el "98" son vistos como epígonos del siglo XIX. Y son frecuentes sus declaraciones de antirromanticismo y de fervor por lo clásico.
- Europeísmo frente al casticismo precedente. Atienden a lo universal y se resisten a encerrarse en lo nacional. Ortega definía a los españoles como "una raza que se muere por instinto de conservación". De ahí se deriva su frecuente desprecio al "flamenquismo" y su preferencia por lo urbano frente a lo rural.
- El problema de España sigue estando presente pero se revisa de forma más rigurosa, serena y objetiva. Se reacciona contra el pesimismo noventayochista. Pervive sin embargo entre los novecentistas una concepción "castellanocéntrica" de España (Ortega, Américo Castro...) Y es frecuente entre ellos la idea de una revolución desde el poder (cuyo antecedente está en el regeneracionismo de Joaquín Costa) y un elitismo cuya expresión máxima se halla en la España invertebrada de José Ortega y Gasset.

En lo tocante a su estética, los novecentistas presentan, dentro de su variedad, una serie de orientaciones comunes antirrománticas y antidecimonónicas y asimismo contrarias a un realismo chato y vulgar. Sus rasgos característicos son comunes tanto a los noucentistes catalanes como a la denominada generación de 1914 (véase Generación de 1914#Características) y sus principios generales, tomados sobre todo de los idearios estéticos de Eugenio D'Ors, José Ortega y Gasset, Rafael Cansinos Asséns y, tras ellos, Díaz-Plaja, son los siguientes:
- La huida del sentimentalismo y búsqueda de lo intelectual, algo que para Rafael Cansinos Assens era uno de los rasgos más notorios de la nueva literatura. A ello alude también D'Ors al hablar de refrenar "lo dionisíaco· (lo romántico, la exaltación pasional") y de orientarse hacia "lo apolíneo" (lo clásico, lo sereno). Hay un rechazo del sentimentalismo y el romanticismo: el arte ha de ser más intelectual que vital y hay que romper con lo anecdótico y argumental para renovar los géneros narrativos. En el devenir pendular de la historia de la cultura (detectado por el propio D'Ors), esta época significaría un retorno a los clásicos greco-romanos, a sus formas y a sus temas, por ejemplo lo mitológico.
- A ello se añade, como diría D'Ors, el abandono de la "dicción interjeccional", es decir, desdén del tono apasionado y vehemente cuyo prototipo sería el estilo de Unamuno, y del flamenquismo y otras manifestaciones espectaculares y vulgares de la cultura.
- Por ello se habla de "pulcritud", de pureza, de distanciamiento, de equilibrio.
- Se crea bajo un imperativo de selección. "La selección", decía también D'Ors, "es el verdadero espíritu del arte". Y esta selección produce, en general, una literatura para minorías. Hay una huida de lo vulgar, de lo fácil y de lo monótono.
- A la vez es característico el intelectualismo, producto de la preocupación por evitar lo sentimental. Y ello es visible incluso en la novela y en la poesía, que abundan en excursus intelectuales de naturaleza ensayística; el mismo ensayo, género típicamente intelectual, es el más practicado por la mayoría de sus miembros.
- Todo conduce hacia el ideal de un "arte puro", que se proponga un mero placer estético. Por ese camino, D'Ors llegará a proponer un arte "arbitrario", casi lúdico o puro juego, lindante con esa "deshumanización del arte" que Ortega verá en el Vanguardismo. El arte ha de ser imaginativo y debe romper con las visiones pegadas a la realidad. Un papel importante para ello le cabe al humor y a la renovación de los géneros con nuevas técnicas que olviden la trama narrativa o el argumento. Abundantes digresiones. El género más abundante y cultivado es el ensayo, que se extiende a los otros géneros. En suma, búsqueda del «arte puro», del arte por el arte, de la poesía pura y de la autonomía de la obra artística, que ha de ser bien hecha, perfecta, autónoma. Domina el orden, la perfección, la belleza.
- Pulcritud, distanciamiento, equilibrio, «deshumanización» (Ortega titulará uno de sus ensayos La deshumanización del arte, donde acuña el concepto de arte deshumanizado para el arte moderno).
- En el terreno de las formas, es fundamental la preocupación por el lenguaje. Hay en los novecentistas un cuidado del estilo cuyo concepto clave sería, según Díaz-Plaja, el de "tensión": el escritor huye de lo fácil y desmañado; la misma prosa da abundantes muestras de la función poética del lenguaje (metáforas de Ortega, riqueza lírica de Miró...). Es sintomático el cultivo del poema en prosa (de 1914 es Platero y yo, de J. R. Jiménez). Igualmente se produce un proceso de depuración y adensamiento del lenguaje en la poesía posmodernista.
- Cosmopolitismo: huida de los aspectos más nacionalistas de la cultura y Europeísmo. Apertura a las corrientes intelectuales europeas y su traslación a España y a los países americanos de habla hispana.[2]
- La ruptura con la generación anterior propia de toda generación nueva no implicaba en su caso una ruptura genérica con el pasado: para Eugenio d'Ors Todo lo que no es tradición, es plagio. Aun así, las polémicas con los maestros de la generación anterior son sonadas (especialmente la que enfrentó a Unamuno con Ortega -expresada en el lema unamuniano ¡Que inventen ellos!-).
- Frente al ruralismo de la generación de 1898 (que buscaba en el paisaje y el paisanaje, especialmente el de Castilla, la esencia de lo español), la atención se vuelve hacia lo urbano, la ciudad y los valores urbanos (civiles y civilizadores).
- Elitismo y concepto de vanguardia estética, intelectual y social.[3][4][5]

## Nómina
Entre los miembros más destacados del novecentismo figuran los ensayistas José Ortega y Gasset, Manuel Azaña, Gregorio Marañón, Rafael Cansinos Assens, Eugenio d'Ors, José Bergamín, Antonio Espina, Manuel García Morente, Federico de Onís, Corpus Barga, Pablo de Azcárate y Fernando Vela, el polifacético Ramón Gómez de la Serna, los poetas Juan Ramón Jiménez, León Felipe, Josep Carner, Ramón de Basterra, Mauricio Bacarisse, Juan José Domenchina, Fernando Villalón y José Moreno Villa (al lado del grupo de los posmodernistas, representados por Enrique de Mesa, Enrique Díez-Canedo, Emilio Carrere, Alonso Quesada y Tomás Morales), los novelistas de una cierta renovación como Ramón Pérez de Ayala, Gabriel Miró, Benjamín Jarnés, Félix Urabayen, Wenceslao Fernández Flórez, Joaquín Arderíus y Alberto Insúa y los de tendencia más tradicional como Concha Espina, Ricardo León, Alejandro Pérez Lugín, Antonio de Hoyos y Vinent, Joaquín Belda, Eugenio Noel y Manuel Ciges Aparicio; el diplomático y escritor Salvador de Madariaga; los críticos de arte Ricardo Gutiérrez Abascal (Juan de la Encina) y Ángel Sánchez Rivero; el educador, ensayista y secretario de la Junta para la Ampliación de Estudios José Castillejo, que becó a toda una generación de científicos para estudiar en el extranjero; el pedagogo Lorenzo Luzuriaga; el escritor, viajero y pintor expresionista José Gutiérrez Solana; el humorista Julio Camba, los dramaturgos Jacinto Grau y Pedro Muñoz Seca, y los historiadores Claudio Sánchez Albornoz y Américo Castro.
Entre las mujeres cabe citar a María de Maeztu, Clara Campoamor, Victoria Kent, María Goyri y Zenobia Camprubí, muchas de ellas integradas en los Lyceum Club Femenino de Madrid y Barcelona.

## El novecentismo catalán
El uso de ambas etiquetas (y generación de 1914) no es totalmente intercambiable, puesto que el término novecentismo fue acuñado en catalán por Eugenio d'Ors (noucentisme) con un propósito más restringido al ámbito cultural catalán. Lo desarrolló en un conjunto de artículos publicados desde 1906, donde proponía la idea de un arte social y cívico, superador del modernismo o del simbolismo, que consideraba caducos y decadentes. Ya en 1901 su conferencia Amiel en Vich mostraba el rechazo al modernismo y la tradición romántica. En 1911 publicó el Almanach dels Noucentistes. El mismo año, el pintor Joaquim Sunyer expuso en Faianç Catalá; en lo que se consideró un manifiesto de la nueva estética. Esta propuesta de renovación de las artes plásticas se prolongaría en las décadas de 1910 y 1920.
Entre los noucentistes literarios estarían, destacadamente, el propio D'Ors y Josep Carner; además de Narcís Oller, Joaquim Ruyra, Jacinto Grau, Carles Soldevila o Josep Maria Millàs-Raurell, entre otros. Los autores catalanes del noucentisme derivaban de la Renaixença pretendiendo elevar la cultura catalana a un nivel europeo. Buscaban la belleza y la perfección formal, con el gusto por palabras arcaicas, referencias clásicas y ritmos armónicos. Las pretensiones estéticas e ideológicas de los autores de la generación del 14 eran muy similares. Aunque no poseen conciencia de grupo, los novecentistas sí que compartían algunos rasgos coincidentes, entre sí y con los miembros de la generación de 1914, como su elevada preparación intelectual, su opción por la literatura ensayística, su europeísmo (que anteponen al castellanismo noventayochista); la obsesión constante por una obra «bien hecha», alejada de cualquier improvisación, y un gran cuidado de la forma.
También se utiliza el término mediterraneísmo (para designar especialmente a los artistas plásticos del movimiento «noucentista»: los pintores Joaquín Torres García, Joaquim Sunyer y Josep Maria Sert; y los escultores Josep Clarà, Manolo Hugué, Enric Casanovas, Julio González, Pablo Gargallo y Cristino Mallo. El catalán-francés Arístides Maillol, de una generación anterior, ha sido asociado a la estética de este movimiento (Mediterránea, 1905). Entre los músicos estarían Óscar Esplá, Joaquín Turina y Conrado del Campo. Coetáneo de estos fue el gran violoncelista Pau Casals.
Se habla también de una arquitectura del noucentisme, diferenciada pero simultánea a la arquitectura modernista de las primeras décadas del siglo XX. arquitectos como Josep Goday o el arquitecto gerundense Rafael Masó i Valentí (1880-1935), serán unos de los más claros promotores de la arquitectura novecentista, mientras que Josep Maria Pericas mezcla elementos modernistas y novecentistas, especialmente en obra civil. También incluso se llegó a nombrar una jardinería noucentista.
El periodista y dibujante Junoy (Josep Maria Junoy i Muns), desconectado de D'Ors y el grupo noucentista, propuso la creación de una «escola mediterránia» con fundamentos estéticos similares (artículos desde 1911 en La Piedad, con el pseudónimo de Héctor Bielsa).

## El novecentismo en Hispanoamérica
En Argentina existió un elitista e influyente Colegio Novecentista que agrupaba a intelectuales contrarios al positivismo decimonónico, aún anclado en las cátedras universitarias. Promovido por Coriolano Alberini (que redactó el texto fundacional del grupo) y Alejandro Korn, existió al menos entre el 23 de junio de 1917 y 1921, cuando Eugenio d'Ors fue invitado por este organismo para dar conferencias en distintos lugares de Argentina y Uruguay y lo visitó. Promovió conferencias y seminarios y publicó varios años una revista, Estudios y lograron reformar las enseñanzas universitarias.